# LithTech
LithTech ist eine 3D-Engine für Computerspiele, entwickelt vom Unternehmen Monolith Productions in Zusammenarbeit mit Microsoft. Monolith gründete später eine separate Firma, LithTech Inc., um die Technologie der Engine weiter zu verbessern. Heute ist die ehemalige LithTech Inc. besser als Touchdown Entertainment bekannt. Eine Vielzahl von Spiele-Entwicklern, darunter Monolith selbst, benutzt seitdem die weiterentwickelte Engine überwiegend für Ego-Shooter. Konkurrenten in dem Segment sind beispielsweise die Quake- oder Unreal-Engine. Die LithTech Engine wird heute noch weiterentwickelt und ist in der aktuell letzten Version von 2017 als LithTech Firebird bekannt.

## Spiele mit LithTech
Die folgende Liste von Spielen mit der LithTech-Engine stellt nur eine Auswahl dar. Wenn nicht gesondert angegeben, wurde das Spiel von Monolith Productions selbst entwickelt.

### LithTech 1.0
- Shogo: Mobile Armor Division (1998)
- Blood II: The Chosen - The Nightmare Levels (1998)

### LithTech 2.0 / 2.2
- No One Lives Forever (2000)
- Sanity: Aiken's Artifact (2000)
- KISS: Psycho Circus - The Nightmare Child von Third Law Interactive (2000)
- Legends of Might and Magic (2001)
- Die Hard: Nakatomi Plaza (2002)

### LithTech Cobalt
- No One Lives Forever (PlayStation 2) (2000)

### RealArcade LithTech / LithTech ESD
- Tex Atomic's Big Bot Battles (2001)
- Super Bubble Pop von Zombie Studios (2001)

### LithTech 2.4
- MTH Railking Model Railroad Simulator von Incagold (2001)
- Global Operations von Barking Dog Studios (heute Rockstar Vancouver) (2002)

### LithTech Talon
- Aliens versus Predator 2 (2001)
  - Aliens versus Predator 2 – Primal Hunt von Third Law Interactive (2002)
- Purge by Tri-Synergy (2002)
- Might and Magic IX: Writ of Fate von New World Computing (2002)
- Western Outlaw: Wanted Dead or Alive von Jarhead Games (2002)
- Nina Agent Chronicles von City Interactive (2003)
- Marine Sharpshooter 1 von Jarhead Games (2003)
- Marine Sharpshooter 2 von Jarhead Games (2004)
- Lost Planet Rage of the Machines auch bekannt als MARCH!: Offworld Recon von Buka Entertainment (2004)

### LithTech Jupiter
- No One Lives Forever 2 (2002)
- Rubies of Eventide von Cyberwar (heute Mnemosyne) (2002)
- Sniper: Path of Vengeance von Xicat (2002)
- Contract J.A.C.K. (2003)
- Gods and Generals von Anivision (2003)
- Mysterious Journes II: Chamäleon von Detalion (2003)
- Mob Enforcer von Touchdown Entertainment (2004)
- Sentinel: Descendants in Time von Detalion (2004)
- Battlestrike Call to Victory bzw. World War II Sniper: Call to Victory von Jarhead Games (2005)
- Terrorist Takedown Conflict in Mogadishu bzw. Army Ranger: Mogadishu von Jarhead Games (2005)
- Sudden Attack von GameHi (2005)
- Face of Mankind von Duplex Systems (2006)
- TerraWars: New York Invasion von Ladyluck Digital Media (2006)
- Combat Arms von Doopic Studios (2005)
- Crossfire von SG Interactive (2007)

### LithTech Triton
Eine gesonderte Version der 'Jupiter' Engine, genannt 'LithTech Triton' wurde speziell für den Titel TRON 2.0 entworfen. Triton kombinierte die erweiterten Render-Möglichkeiten von Jupiter mit zusätzlichen Spezialeffekten und anderen Neuerungen, wie etwa der Third Person Perspektive und einem neuen Physik-System für Fahrzeuge. Dies kam besonderes bei den Light Cycles Rennen zum Einsatz und verbesserte den Mehrspieler-Aspekt des Titels. Diese Erweiterungen fanden ihren Weg in spätere Versionen der Jupiter bzw. Jupiter Extended (EX) Engine.
- TRON 2.0 (2003)

### LithTech Discovery
- The Matrix Online (2005)

### LithTech Jupiter Extended (EX)
Die Jupiter Extended (EX)-Engine wurde von Monolith für den Action-Shooter F.E.A.R. erstellt. Die Engine unterstützt das so genannte Per-Pixel-Lighting, wodurch Licht- und Schatteneffekte äußerst realistisch dargestellt werden können. Die Engine arbeitet zudem sowohl mit DirectX-9- als auch mit DirectX-8-Effekten. Die Kompatibilität mit älteren Systemen ist daher gegeben. Die Engine ist zwar auf Pixel-Shader 2.0 getrimmt, funktioniert jedoch auch gut mit Version 1.3, wobei es allerdings teilweise zu Grafikfehlern kommt.
- F.E.A.R. (2005)
  - F.E.A.R. Extraction Point (2006)
  - F.E.A.R. Mission Perseus (2007)
- Condemned: Criminal Origins (2005) (In Deutschland nach § 131 StGB beschlagnahmt)
- Terrorist Takedown 2 von City Interactive (2008)
- Condemned 2 - Bloodshot (2008)
- Crimes of War von City Interactive (2008)
- Mortyr: Operation Blitzsturm von City Interactive (2008)
- F.E.A.R. 2: Project Origin (2009)
- Code of Honor 2
- Code of Honor 3
- SAS Secure Tomorrow

### LithTech Unbekannte Version
- WW II Iwo Jima von Third Law Interactive (2001)
- WW II Normandy von Third Law Interactive (2001)
- Vietnam Black Ops von Third Law Interactive (2001)
- Vietnam Special Assignment von Third Law Interactive (2001)
- Crisis Team: Ambulance Driver von Antidote Entertainment (2001)
- Alcatraz: Prison Escape von Zombie Studios (2001)
- Elite Forces: Navy SEALs von Jarhead Games (2002)
- Navy SEALs: Weapons of Mass Destruction von Jarhead Games (2003)
- Arthur's Quest von 3LV (2003)
- Mittelerde: Mordors Schatten (2014)

## Features
Die Engine ist ein leistungsfähiger DirectX-9-Renderer, der über eine große Anzahl Effekte verfügt:
- Vertex- und Pixel-Shader
- Partikel-Effekte
- Realistische Wassereffekte
- Dynamische Texturen-Effekte
- Decals
- Modell- und Animations-Module
- Projizierte Modell-Schatten

Integrierte Module:
- Künstliche Intelligenz
- Game Object Manager
- Netzwerk-Modul
- Havok-Physik-Engine